# Contea di Waukesha
La contea di Waukesha (in inglese, Waukesha County) è una contea dello Stato del Wisconsin, negli Stati Uniti. La popolazione al censimento del 2000 era di 360 767 abitanti. Il capoluogo di contea è Waukesha.